# Niklas Sundström
Niklas Sundström, född 6 juni 1975 i Örnsköldsvik i Sverige, är en svensk före detta professionell ishockeyspelare.
Niklas är, liksom den två år äldre Peter Forsberg, uppvuxen i Domsjö, och bildade tillsammans med Forsberg och Markus Näslund en Modokedja under JVM 1993 i Sverige.
Sundström är idag en del av Modo Hockeys sportråd.

## Klubbar
- MoDo Hockey 1994/1995, 2006–2013
- New York Rangers 1995/1996–1999/2000
- San Jose Sharks 1999–2003
- Montreal Canadiens 2003–2006
- HC Milano under NHL-lockouten 2004/2005.